# 賀賢土
賀賢土（か けんと、1937年9月28日 - ） は中華人民共和国の理論物理学者。多くの中国国内の原子力研究開発計画の主任科学者である。中国で最初の中性子爆弾を設計した。

## 経歴
浙江省寧波市鎮海区出身。数学と物理学を学び、1962年に浙江大学物理学科を卒業した。
長年、中国工程物理研究院の物理学研究所に勤務し、北京の応用物理計算数学研究所(IAPCM)の副所長も務めた。現在は国の863計画であるハイテク慣性閉じ込め核融合(ICF)プロジェクトの主任科学者であり、IAPCMでも主任科学者を務める。浙江大学理工学部の教授および学部長も務めている。1995年の選挙で中国科学院の会員となった。
主要基礎研究の非線形科学の専門委員会の会員である。中国の核兵器開発に大きく貢献した。慣性閉じ込め核融合ICFモデル、非平衡統計物理学、非線形プラズマ物理学に長い間取り組んできた。